# 白井駅

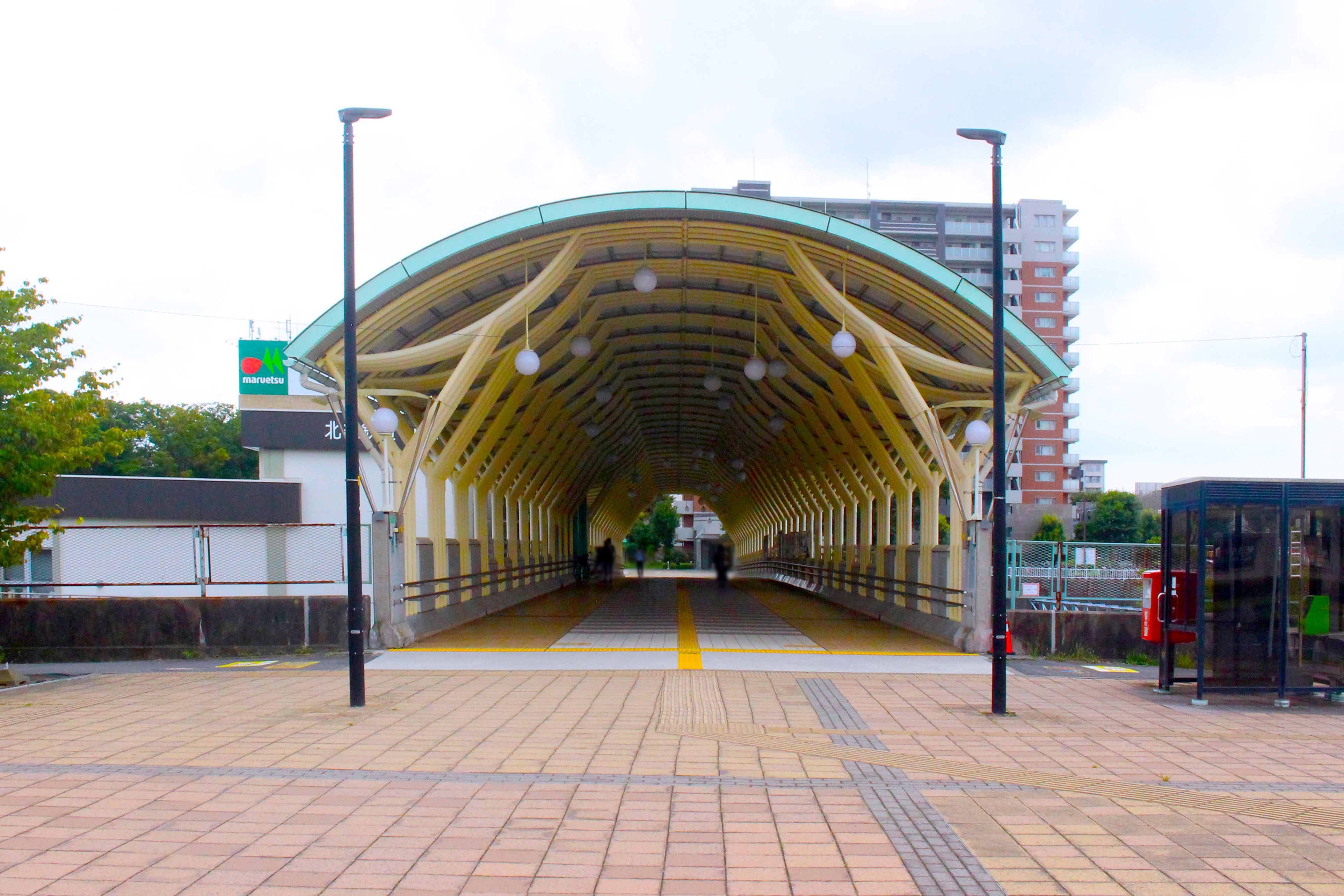
北口（2024年8月）

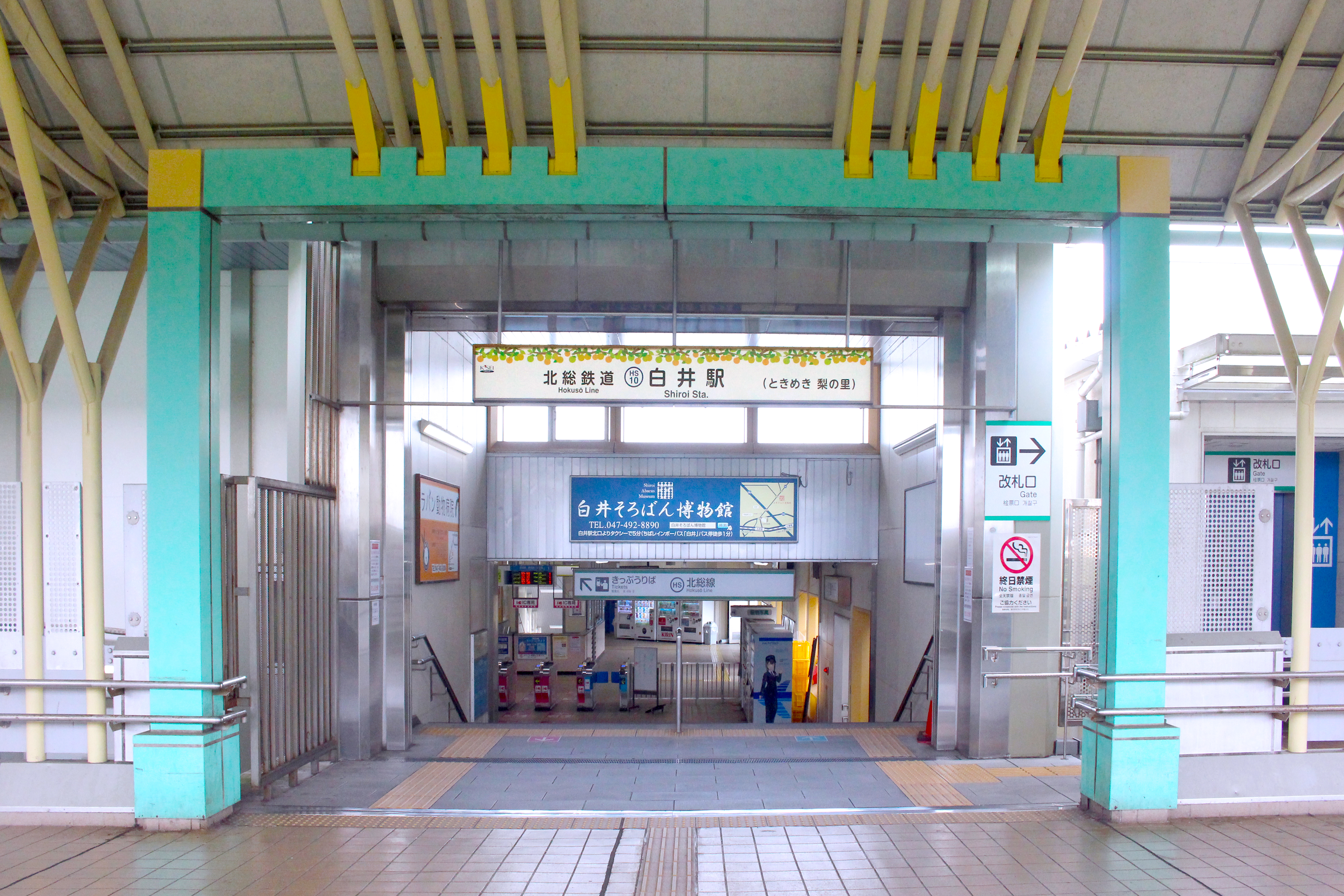
駅出入口（2024年8月）

白井駅（しろいえき）は、千葉県白井市復にある、北総鉄道北総線の駅である。駅番号はHS10。

## 歴史
- 1979年（昭和54年）3月9日：北総開発鉄道北総線の駅として開業。
- 1988年（昭和63年）4月1日：線名変更に伴い、北総・公団線の駅となる。
- 2004年（平成16年）7月1日：社名・線名変更に伴い、北総鉄道北総線の駅となる。
- 2010年（平成22年）7月17日：駅番号 (HS10) が付与される。
- 2022年（令和4年）3月25日：副駅名「ときめき 梨の里」を導入[2]。

## 駅構造
島式ホーム1面2線の地上駅で、橋上駅舎を有する。国道464号線に挟まれる形で建設され、掘割の両側から伸びる橋の中央部分に駅舎がある。駅構内にはエレベーターとエスカレーター（上り）1基が設置されている。
1979年（昭和54年）の開業当時より自動改札機が設置されている。
2001年（平成13年）10月下旬に南北連絡橋が屋根付のものに架け替えされた。照明は天井から白井市のシンボルの梨をモチーフとした丸型照明灯を多数吊下げたスタイルで構成されている。

### のりば
| 番線 | 路線   | 方向 | 行先                                                                                                 |
| ---- | ------ | ---- | --- |
| 1    | 北総線 | 上り | 新鎌ヶ谷・東松戸・京成高砂・押上・日暮里・京成上野・ 浅草・日本橋・西馬込・品川・ 羽田空港・横浜方面 |
| 2    | 北総線 | 下り | 千葉ニュータウン中央・印西牧の原・ 印旛日本医大・ 成田空港方面                                       |

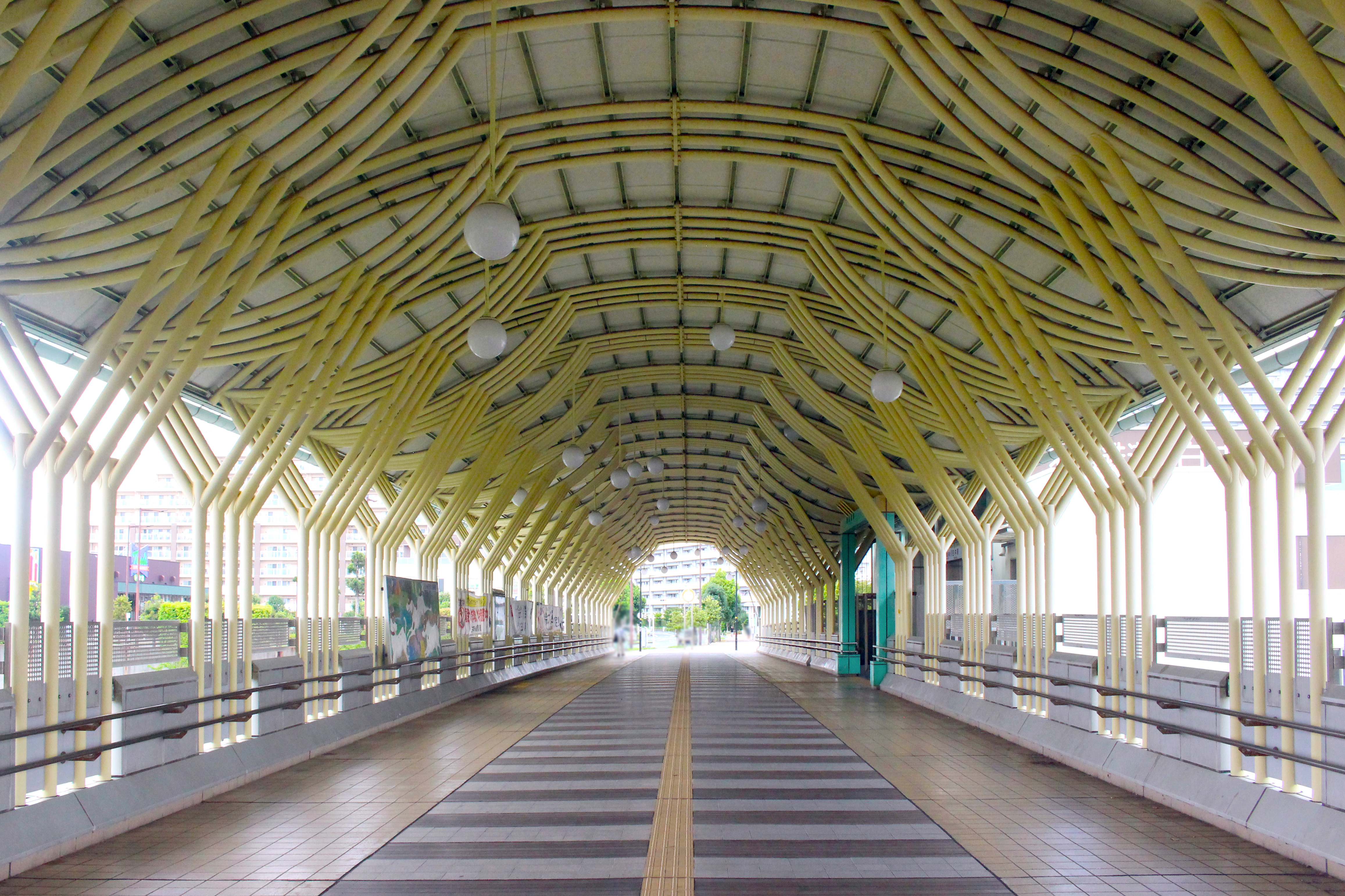
駅自由通路（2024年8月）
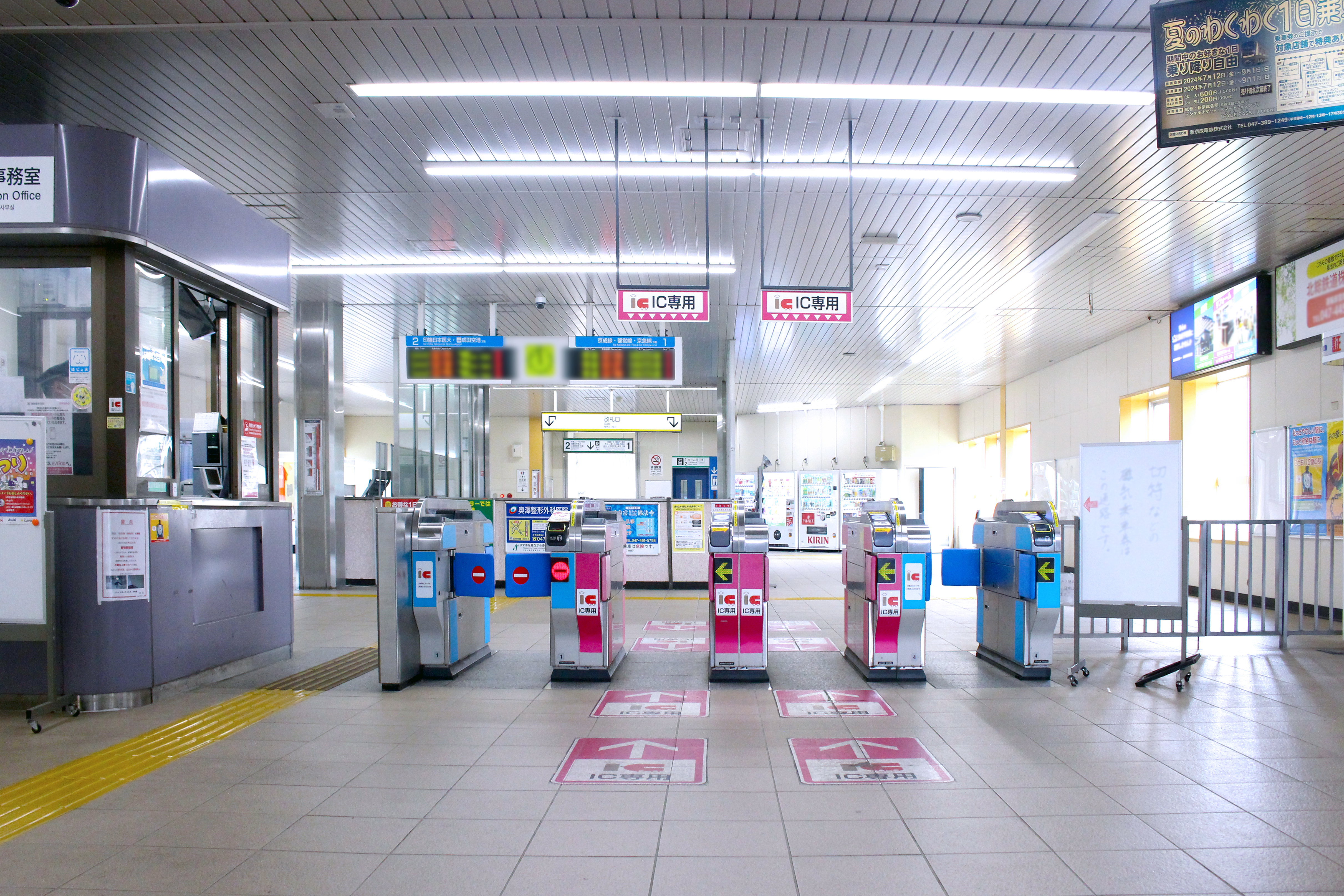
改札口（2024年8月）
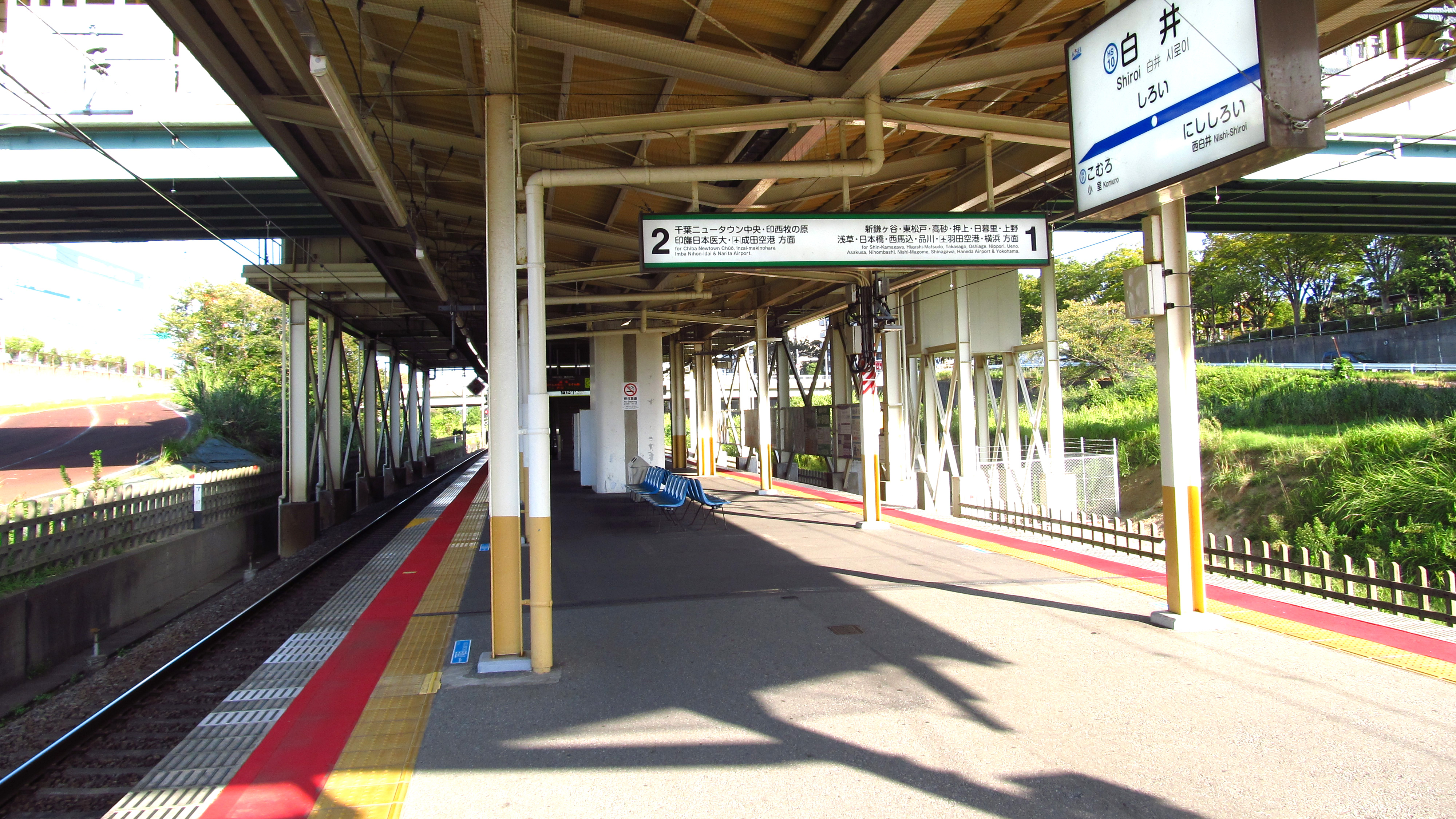
駅ホーム（2019年10月）
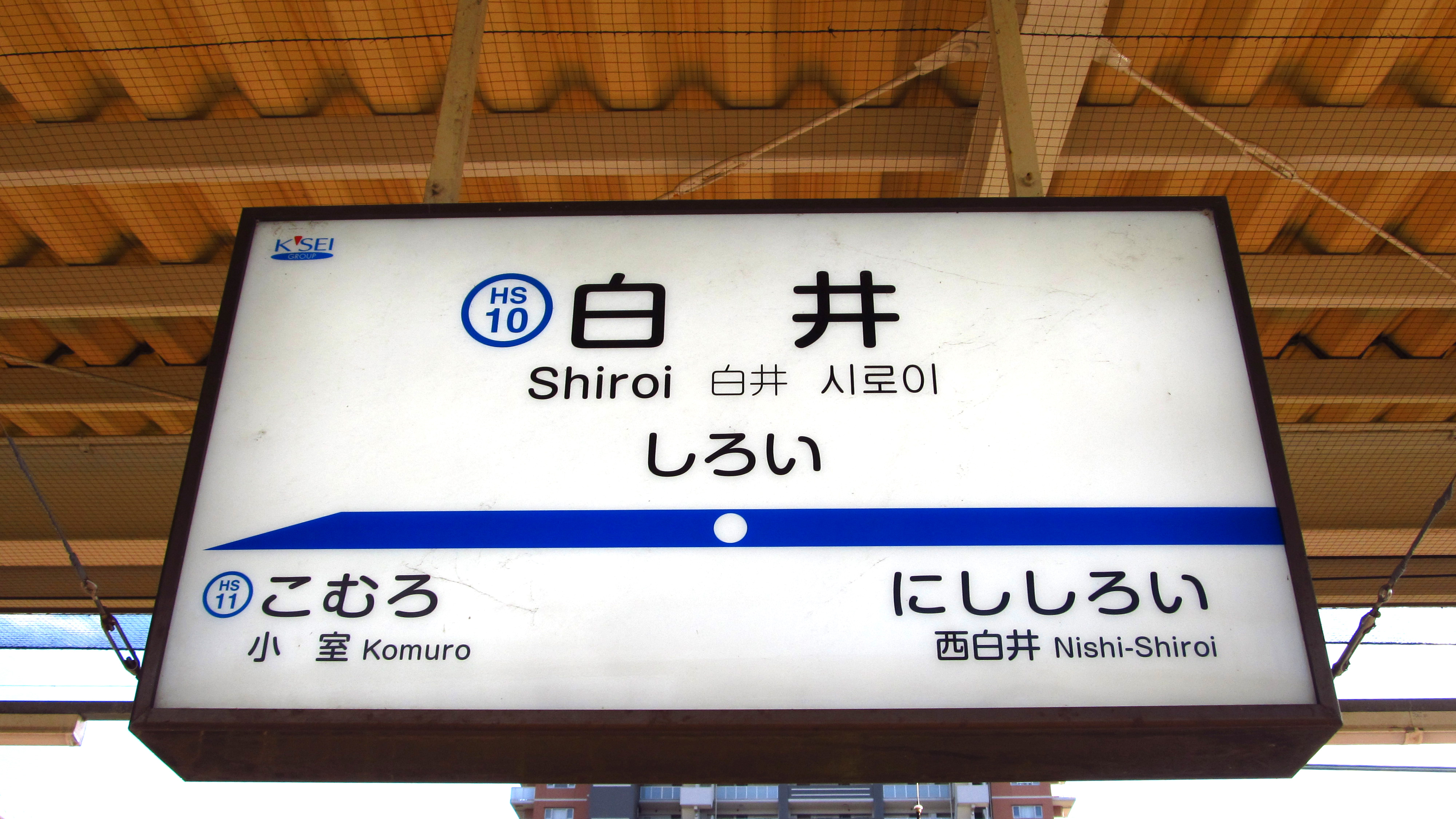
駅名標（2019年10月）

## 利用状況
2019年度の1日平均乗降人員は9,790人。北総線では15駅中、西白井駅に次ぎ第7位である。
近年の一日平均乗車人員推移は下表の通り。
| 年度   | 一日平均 乗車人員 |
| ------ | ----------------- |
| 2007年 | 5,128             |
| 2008年 | 5,325             |
| 2009年 | 5,285             |
| 2010年 | 5,294             |
| 2011年 | 5,117             |
| 2012年 | 5,226             |
| 2013年 | 5,235             |
| 2014年 | 5,003             |
| 2015年 | 4,946             |
| 2016年 | 4,968             |
| 2017年 | 5,009             |
| 2018年 | 4,974             |

## 駅周辺

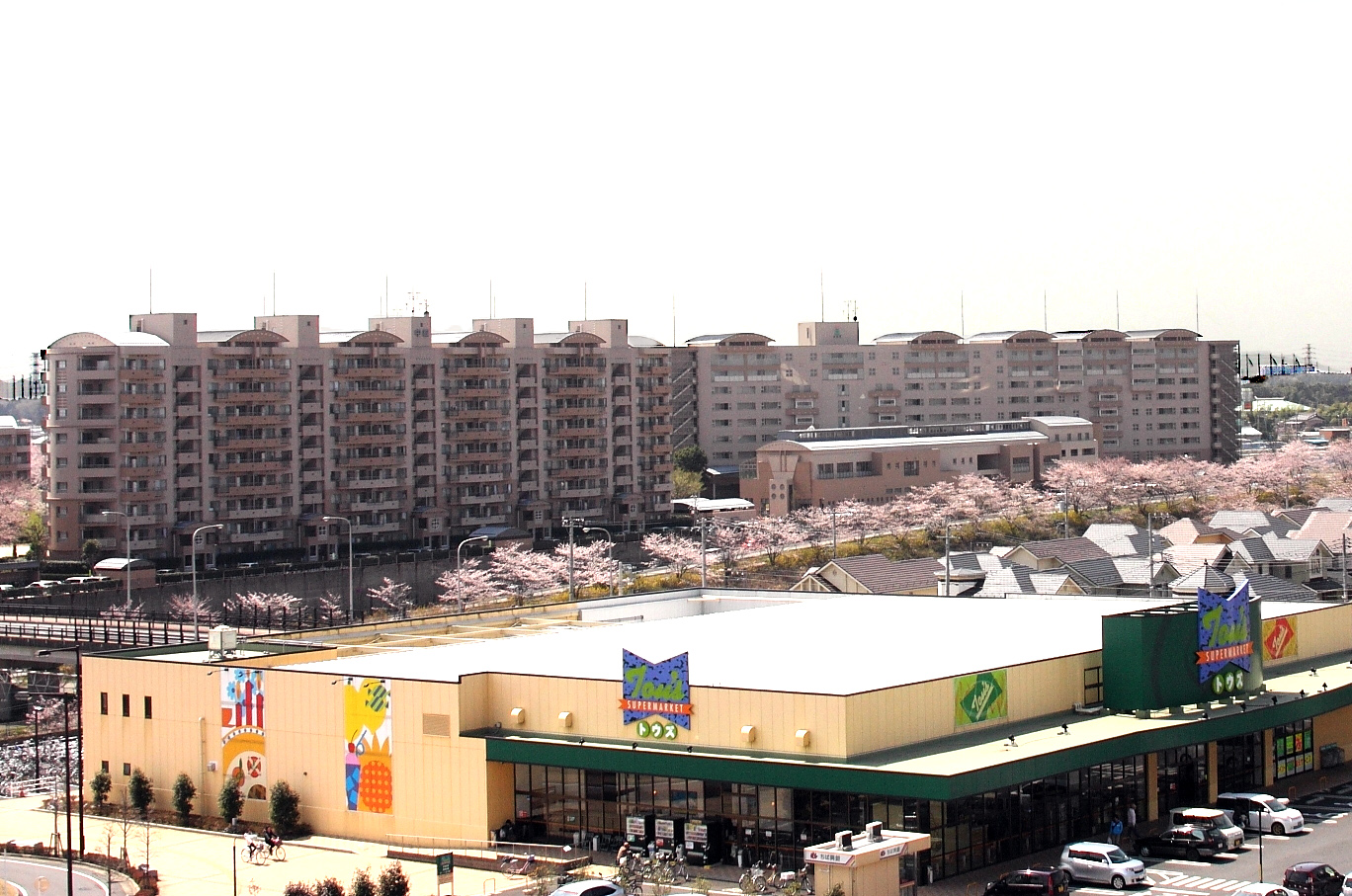
プリスタレジデンスから望むマンション群（2010年4月）

白井市の中心に位置し、千葉ニュータウンとしてベッドタウン化が進んでいる。駅を中心とした計画的な街づくりが行われており、駅周辺はマンションが立ち並ぶなど近代的な街並みが広がっている。

### 周辺交通
- 国道464号
- 千葉県道59号市川印西線（木下街道）
- 千葉県道189号千葉ニュータウン北環状線
- 千葉県道192号白井停車場線

### 北口

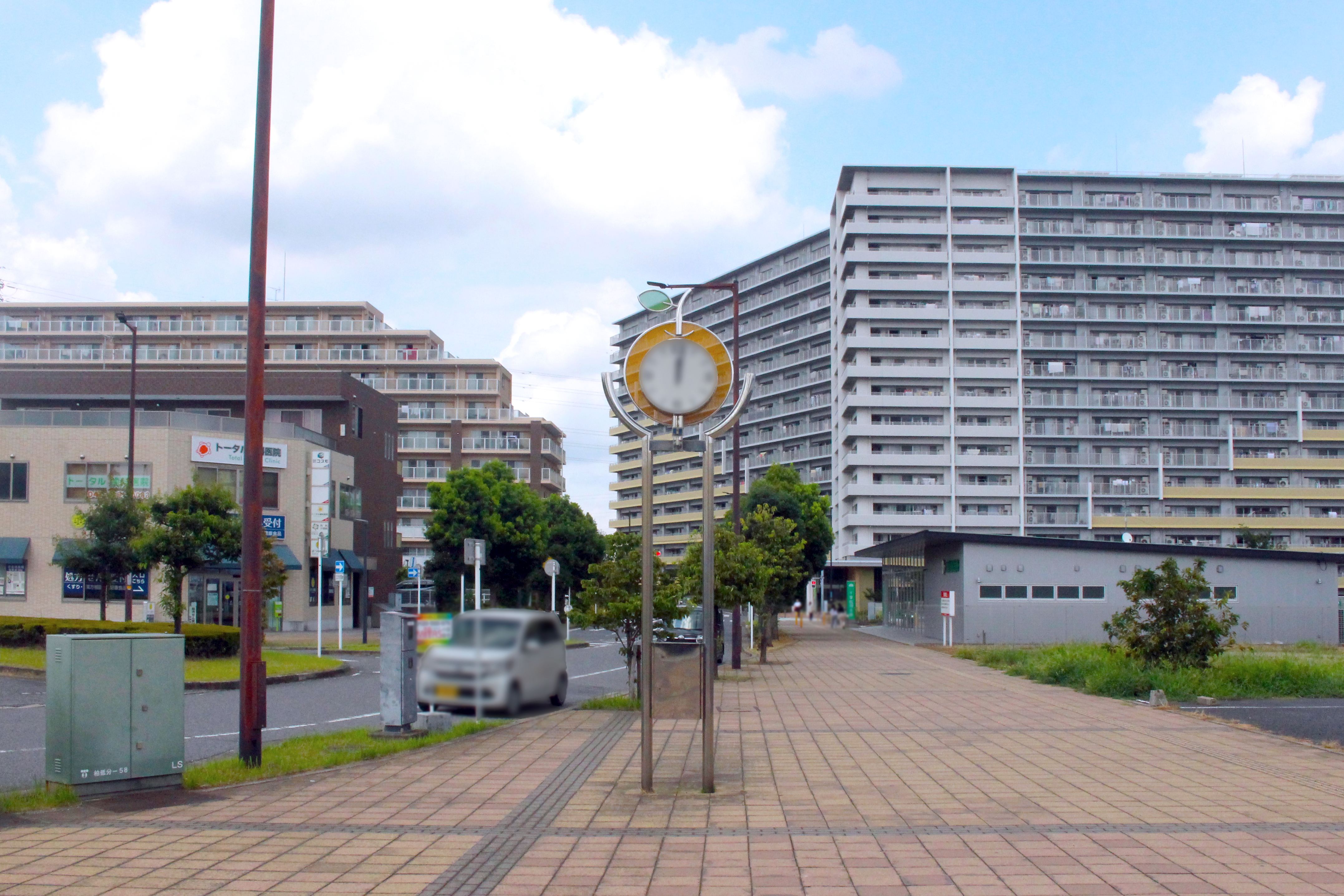
北口駅前広場
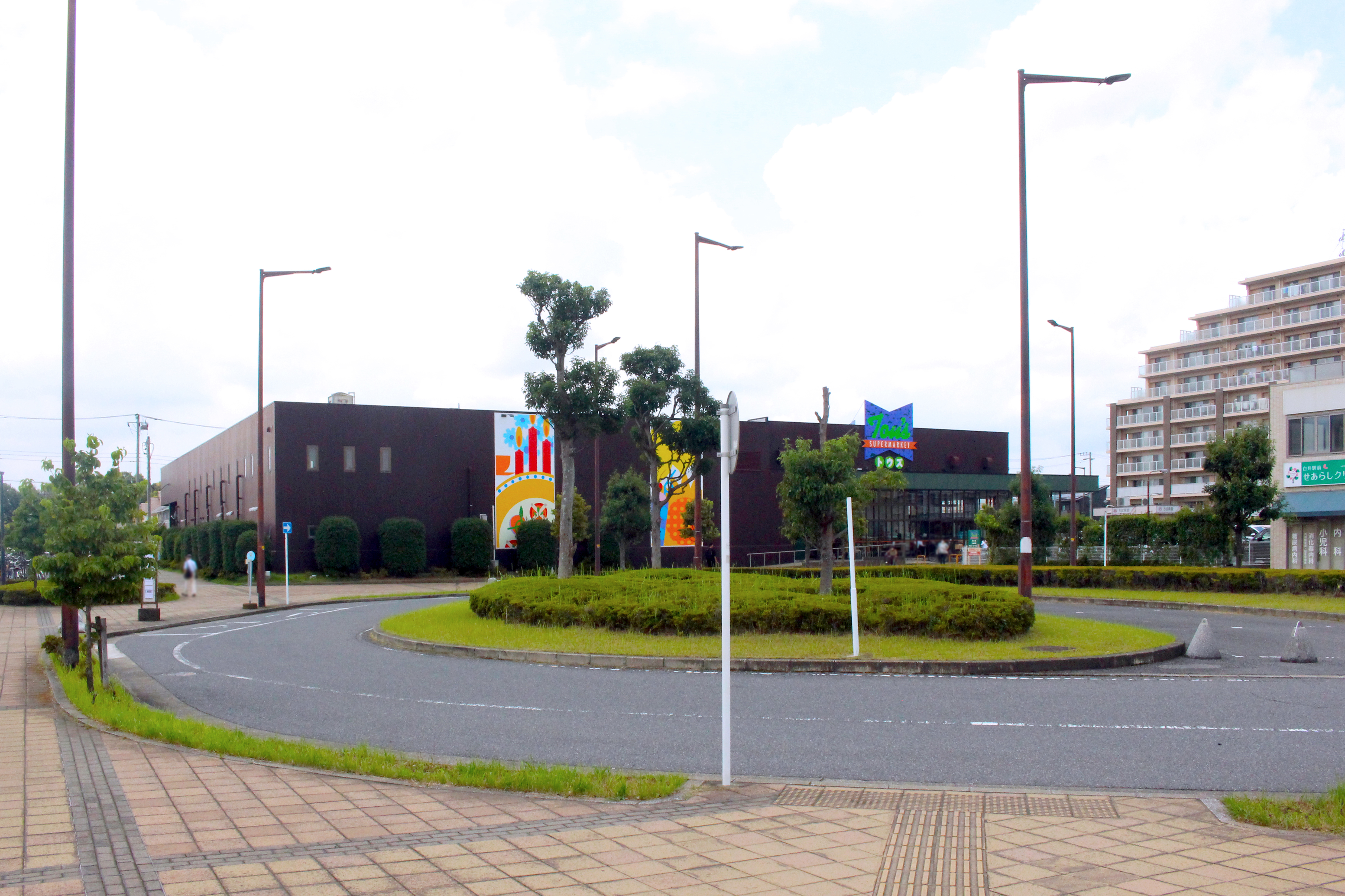
北口駅前ロータリー
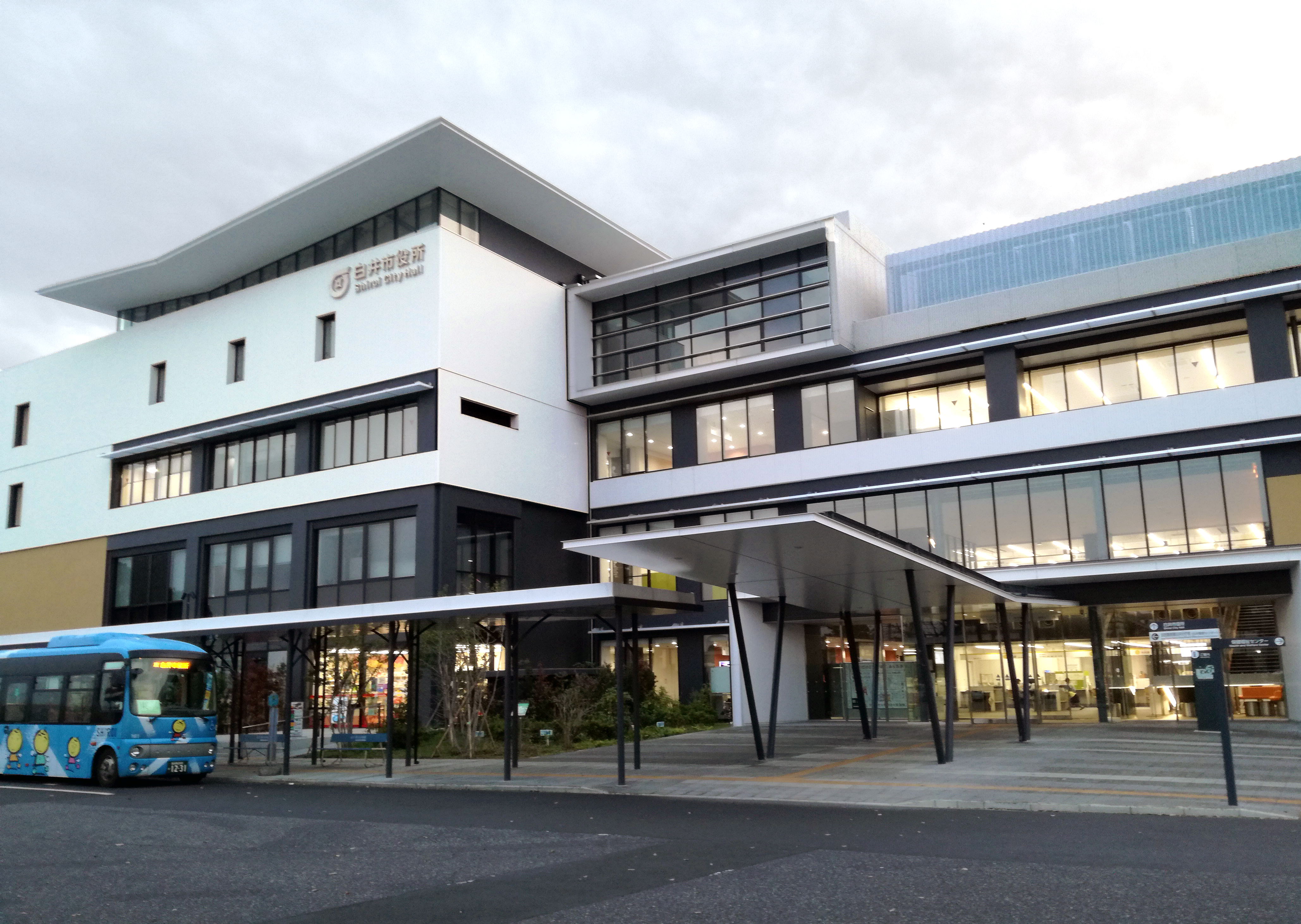
白井市役所
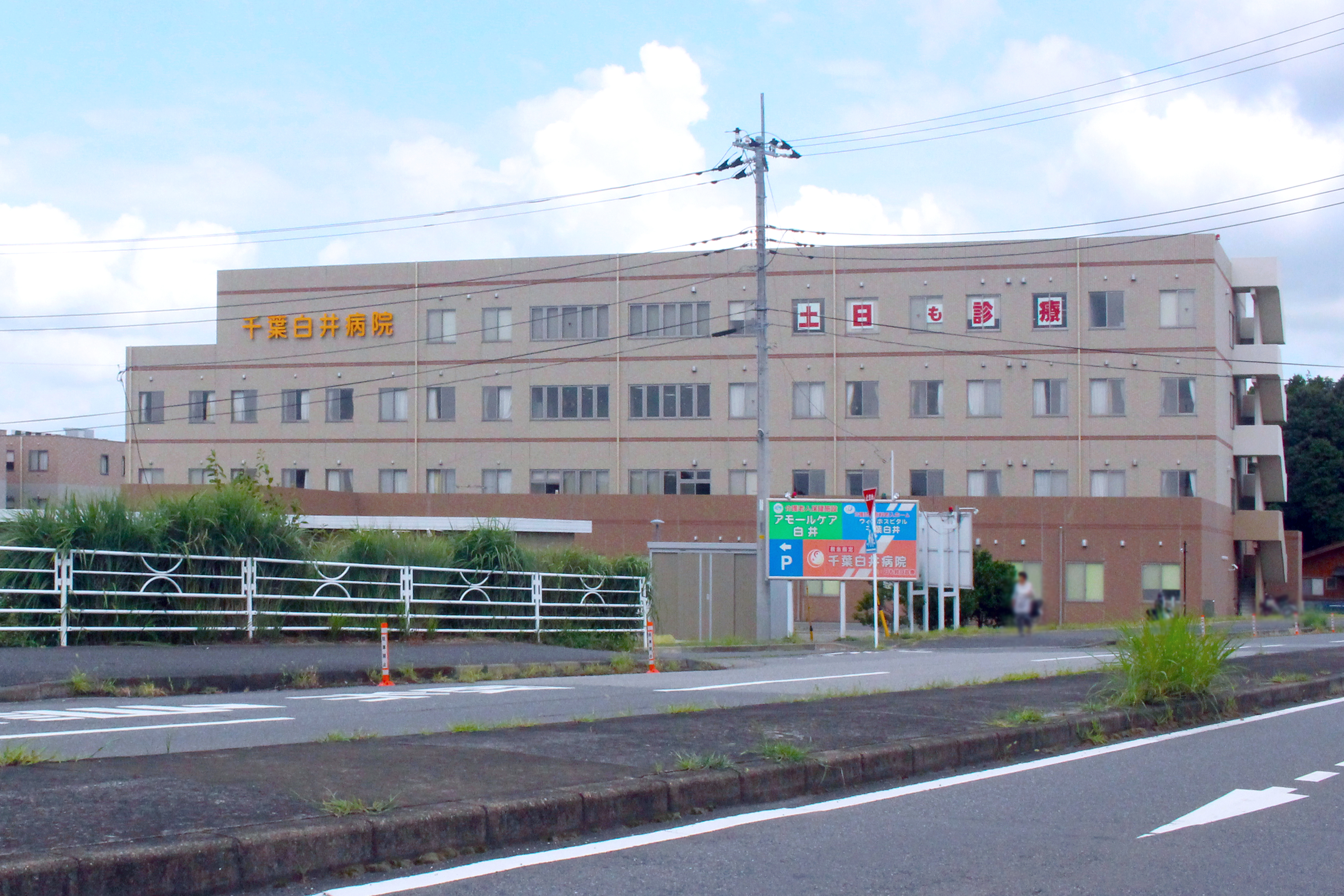
白井市文化センター
  - 白井市立図書館
  - 白井市文化会館
  - 白井市郷土資料館
  - プラネタリウム
  - 白井総合公園
- 白井市立白井第一小学校
- 白井聖仁会病院
- 千葉白井病院
- DCM 白井西店
- DCM 白井店
- ケーズデンキ 白井駅前店
- トウズ 白井店
- カワチ薬品 白井店
- ベルク フォルテ白井店
- 白井テニスクラブ

- 北口駅前広場
- 北口駅前ロータリー
- 白井市役所
- 千葉白井病院

### 南口
- 印西警察署 白井駅前交番
- 白井市白井駅前センター
- 千葉県立白井高等学校
- 白井市立南山中学校
- 白井市立南山小学校
- 白井市立池の上小学校

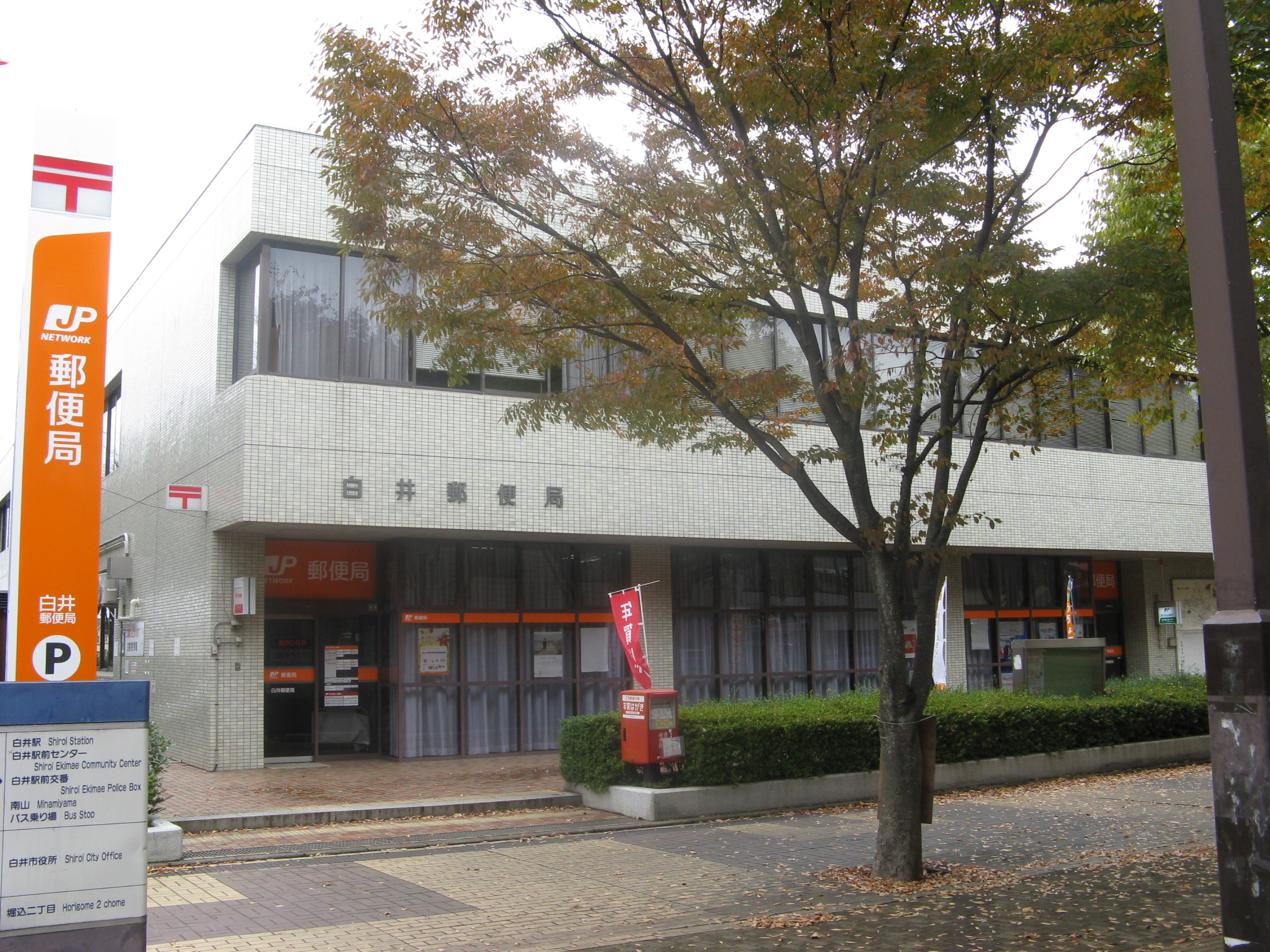
白井郵便局
- 千葉興業銀行 白井支店
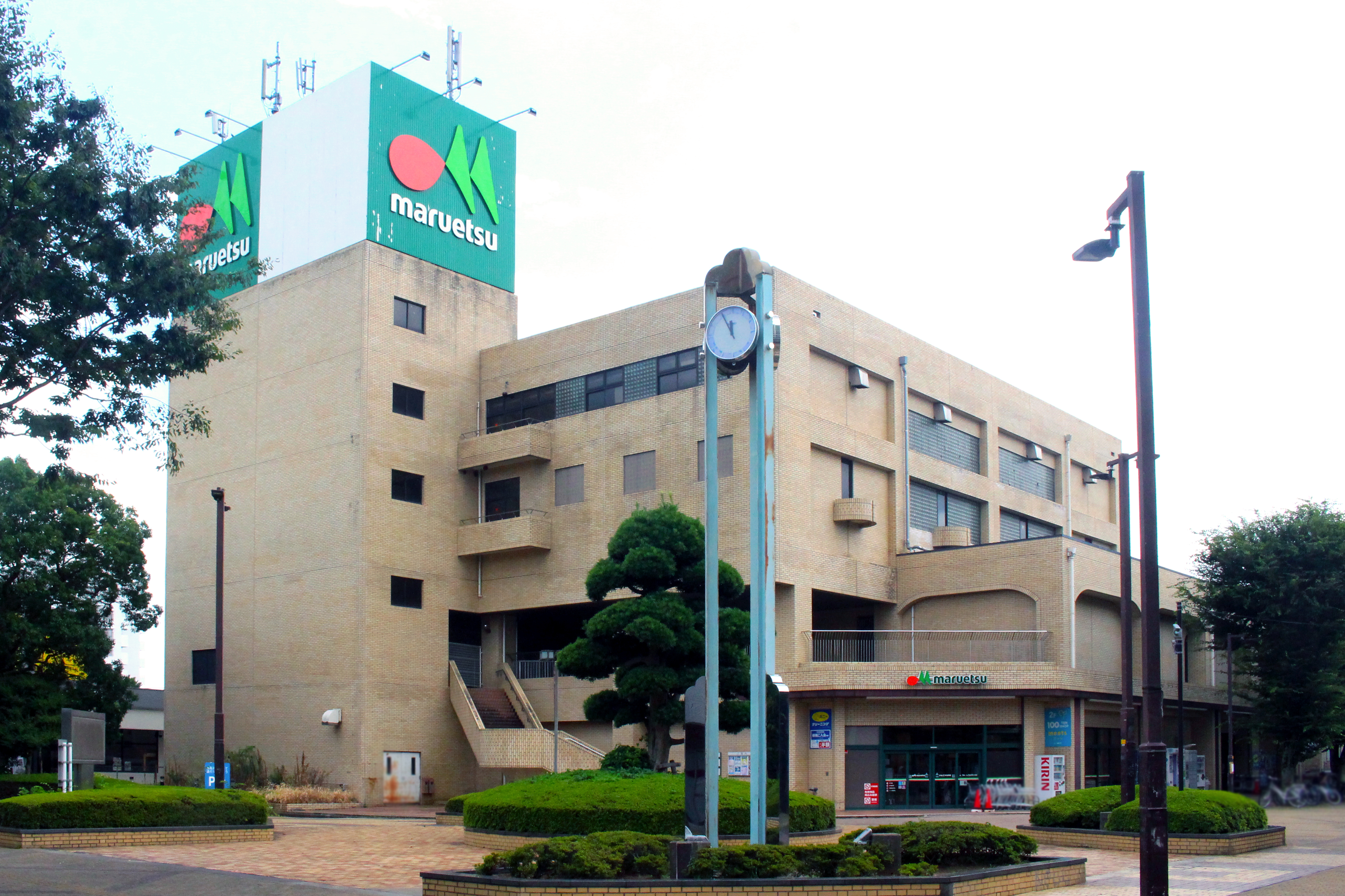
マルエツ 白井店
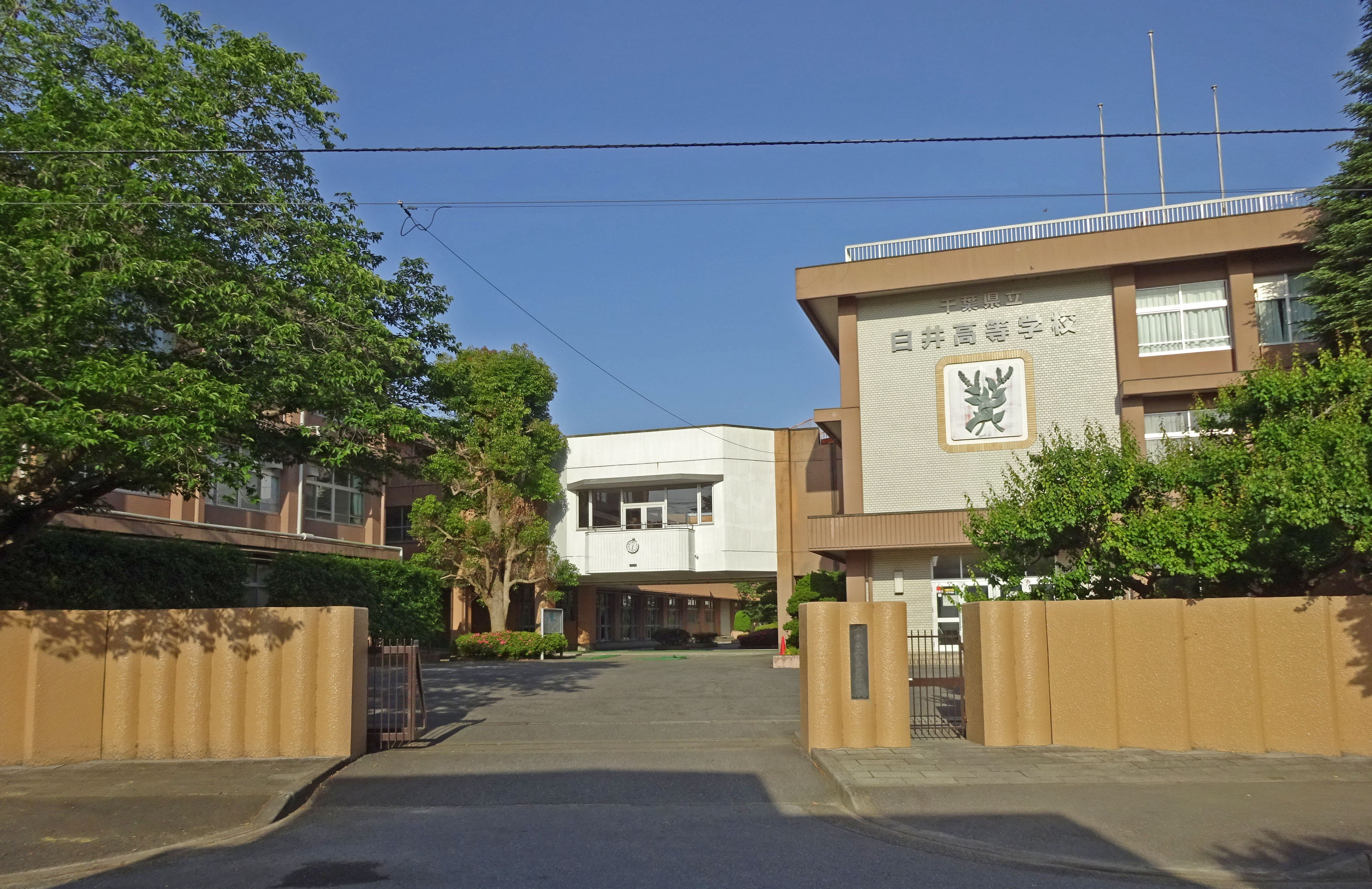
千葉県立白井高等学校

- 生鮮市場てらお 白井店
- くすりの福太郎 白井駅前店
- 白井市立南山公園
- 白井木戸公園

- 白井郵便局
- マルエツ 白井店
- 千葉県立白井高等学校

## バス路線
| のりば     | 系統       | 主要経由地                                           | 行先                       | 運行会社                      | 備考 |
| ---------- | ---------- | ---------------------------------------------------- | -------------------------- | ----------------------------- | ---- |
| 白井駅     | 鎌ケ谷線   | 白井市役所・白井・白井工業団地・高柳駅・新鎌ヶ谷駅   | 鎌ケ谷市役所               | 京成バス千葉セントラル        |      |
| 白井駅     | 白井線     | 白井市役所・白井                                     | 白井車庫                   | 京成バス千葉セントラル        |      |
| 白井駅     | 白井線     | 白井新田・鎌ヶ谷大仏駅・馬込沢駅・法典・東中山駅入口 | 西船橋駅                   | 京成バス千葉セントラル        |      |
| 白井駅北口 | 北総循環線 | 桜台4丁目・ビジネスモール中央                        | 千葉ニュータウン中央駅北口 | 京成バス千葉セントラル        |      |
| 白井駅北口 | 北総循環線 | （無停車）                                           | 新鎌ヶ谷駅                 | 京成バス千葉セントラル        |      |
| 白井駅北口 | 北ルート   | 西白井駅・工業団地・白井聖地公園                     | 白井市役所                 | 白井市循環バス （ナッシー号） |      |
| 白井駅北口 | 北ルート   | 千葉白井病院                                         | 白井市役所                 | 白井市循環バス （ナッシー号） |      |
| 白井駅南口 | 東ルート   | 白井市役所・白井運動公園・千葉ニュータウン中央駅北口 | 白井市役所                 | 白井市循環バス （ナッシー号） |      |
| 白井駅南口 | 東ルート   | 白井高校入口・南山中学校                             | 白井市役所                 | 白井市循環バス （ナッシー号） |      |

## その他
- 京成本線には「京成臼井駅」があるが、「白井（しろい）」と「臼井（うすい）」の漢字は混同しやすいため、「臼井」をひらがなで「うすい」と表記することで誤乗を防いでいる[注釈 1]。
- 以前、当駅のトイレには「インド式」と呼ばれる丸型の便器が存在した。しかしバリアフリー工事により、一般の便器に改修された。
- かつて、駅前のマルエツのビルには水泳教室のNASがあった。1983年開店という早くの開業だった。その後、2014年3月に天井の壁が落ち休業、建物オーナーの判断で復旧せず、6月に閉店した。営業期間は31年間であった。
- 2005年ごろ北口側駅前に建設された10階建てのマンション「ラ・ベルドゥーレ白井駅前」は、東日本住宅が販売し木村建設が建てたマンションであったが、入居直前になって構造計算書偽造問題が発覚したため一旦解体され[16]、2008年に別のマンションが建設された。

## 隣の駅
北総鉄道
 北総線
■特急・■普通
西白井駅 (HS09) - 白井駅 (HS10) - 小室駅 (HS11)
※ 成田スカイアクセス線（京成成田空港線）との共用区間ではあるが、当駅には京成電鉄が運行する列車は停車しない。